# Bornemisza család (minaji)
A minaji Bornemisza család egy a 15. század elejéről származó magyar nemesi család.

## Története
Eredetéről nem sokat lehet tudni, annyi biztos, hogy a 15. században már birtokos volt a család. 1564 óta használják a minaji előnevet birtokuk után. Az 1754-55-ös nemesi összeírás alkalmával Nógrád vármegyében István szerepelt, aki igazolta nemességét és címerét is. A családtagok közül megemlítendő az 1840-ben született László, aki Gömör vármegye alispánja volt, és az 1874-ben született Dénes, aki huszárfőhadnagyi rangban szolgált a hadseregben.

## Címere
Az 1754-55-ös nemesi összeírás során igazolt címer leírása a következő:
czímere: kék paizsban zöld földön négyormós toronynyal ellátott ötormós nyilt várkapuban szemközt álló vörös ruhás vitéz jobbjában kardot tart; a paizsfőben jobbról félhold, balról csillag; sisakdisz: a vitéz növekvő alakban; takarók: kék-arany, vörös-ezüst.